# Amazoromus cristus
Espèce
Synonymes
- Zimiromus cristus Platnick & Höfer, 1990

Amazoromus cristus est une espèce d'araignées aranéomorphes de la famille des Gnaphosidae.

## Distribution
Cette espèce est endémique d'Amazonas au Brésil,.

## Description
Le mâle holotype mesure 3,49 mm et la femelle paratype 5,36 mm.

## Publication originale
- Platnick & Höfer, 1990 : Systematics and ecology of ground spiders (Araneae, Gnaphosidae) from central Amazonian inundation forests. American Museum novitates, no 2971, p. 1-16 (texte intégral).